# História dos Judeus no Líbano
A história dos judeus no Líbano abrange a presença de judeus no atual Líbano que remonta aos tempos bíblicos. Após a emigração em larga escala após a Guerra Árabe-Israelense de 1948 e, muito mais importante, a Guerra Civil Libanesa, a grande maioria dos judeus libaneses agora vive em países ocidentais e muitos vivem em Israel. Como o último censo no Líbano foi realizado em 1932, praticamente não há estatísticas disponíveis. Em 2006, havia cerca de 40 judeus no Líbano,  enquanto em 2020 havia apenas cerca de 29 judeus no Líbano. Relatórios indicam que em 2022 o número de judeus no Líbano era de 20 para 27.

## História

### Início do século 20
Em 1911, judeus da Itália, Grécia, Síria, Iraque, Turquia, Egito e Irã se mudaram para Beirute, expandindo a comunidade com mais de 5.000 membros adicionais. Os Artigos 9 e 10 da Constituição do Líbano de 1926 garantiam a liberdade de religião e forneciam a cada comunidade religiosa, incluindo a comunidade judaica, o direito de administrar seus próprios assuntos civis, incluindo a educação, e assim a comunidade judaica era constitucionalmente protegida, fato que não se aplicava a outras comunidades judaicas na região. A comunidade judaica prosperou sob o mandato francês da Síria e do Líbano, exercendo considerável influência em todo o Líbano e além. Eles se aliaram ao Partido Falangista de Pierre Gemayel (um grupo maronita de direita inspirado em movimentos semelhantes na Itália e na Alemanha, e o movimento falangista de Franco na Espanha) e desempenharam um papel instrumental no estabelecimento do Líbano como um estado independente.

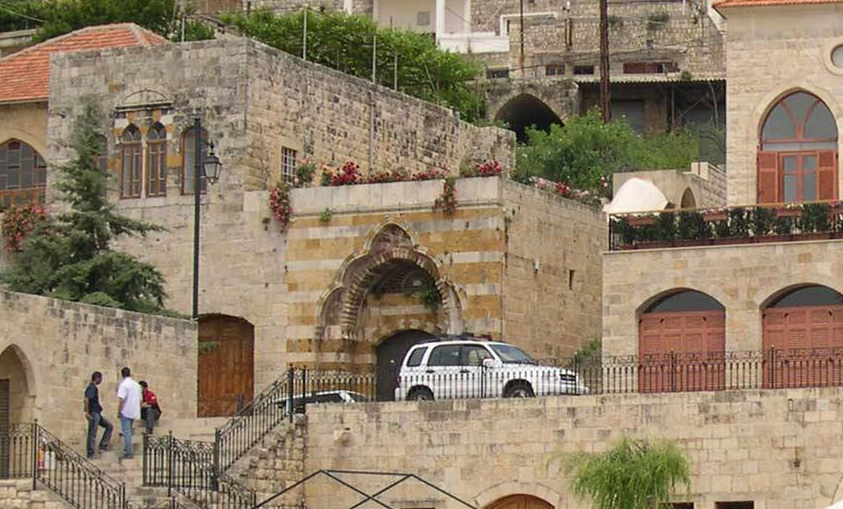
No centro da foto, a sinagoga de Deir al-Qamar, datada do século XVII, abandonada mas ainda intacta.

### Pós-Criação do Estado de Israel
O Líbano foi o único país árabe cuja população judaica aumentou após a declaração do Estado de Israel em 1948, atingindo cerca de 10.000 pessoas. No entanto, após a Crise do Líbano de 1958, muitos judeus libaneses deixaram o país, especialmente para Israel, França, Estados Unidos, Canadá e América Latina (principalmente para o Brasil).
A Guerra Civil Libanesa, que começou em 1975, foi muito pior para a comunidade judaica libanesa, e cerca de 200 pessoas foram mortas em pogroms. A maioria dos 1.800 judeus libaneses restantes migrou em 1976, temendo que a crescente presença síria no Líbano restringisse sua liberdade de emigrar. Em 1982, durante a invasão israelense do Líbano em 1982, 11 líderes da comunidade judaica foram capturados e mortos por extremistas islâmicos. Durante a invasão israelense, alguns dos judeus libaneses que emigraram para Israel retornaram como tropas invasoras.
Em 2010, começaram as obras de restauração de uma antiga sinagoga em Beirute, a Sinagoga Maghen Abraham. A sinagoga havia caído em desuso depois de ser bombardeada por Israel vários anos antes.  O telhado desabou e árvores e arbustos cresceram sob ele. A Solidere concordou em fornecer fundos para a reforma porque os oficiais políticos acreditavam que isso retrataria o Líbano como uma sociedade aberta e tolerante ao judaísmo. A restauração foi bem-sucedida, o jornal israelense Haaretz intitulou a "sinagoga restaurada à glória". Nenhum dos judeus envolvidos no projeto concordou em ser identificado.
A mídia internacional e até alguns membros da comunidade judaica (dentro e fora do Líbano) questionaram quem rezaria ali. O autodeclarado chefe do Conselho da Comunidade Judaica, Isaac Arazi, que deixou o Líbano em 1983, acabou se apresentando, mas se recusou a mostrar seu rosto para as câmeras em uma entrevista na televisão, temendo que seus negócios fossem prejudicados se os clientes sabiam que estavam lidando com um judeu.

## Exemplos de judeus libaneses
- Adriana Behar - medalhista olímpica no vôlei de praia
- Joseph Safra - banqueiro brasileiro
- Emmanuelle Beart - atriz francesa
- Edmundo Safdie - banqueiro brasileiro
- Moshe Safdie - arquiteto canadense
- Irmãos Safdie - diretores de cinema
- Neil Sedaka - cantor
- Gad Saad - psicólogo evolutivo
- Justin Hurwitz - compositor musical vencedor do Oscar
- Niels Schneider - ator
- Caroline Aaron - atriz americana
- Yuval Noah Harari - historiador e filósofo
- Lolita Chammah - atriz francesa